# Sandaime J Soul Brothers
Sandaime J Soul Brothers (japonês: 三代目, Sandaime; "Third Generation"), oficialmente conhecido como Sandaime J Soul Brothers from Exile Tribe, é um grupo masculino japonês de J-pop, formado como a terceira geração do grupo J Soul Brothers em 2010, o grupo faz parte ainda do supergrupo Exile Tribe.   

## História

### 2010: Formação do grupo e estreia
Em julho de 2010, o grupo masculino japonês Exile anunciou em seu programa de variedades Shuukan Exile, que o grupo J Soul Brothers retornaria com novos membros. A nova geração, chamada de Sandaime J Soul Brothers, seria liderada pelos membros do grupo Exile, Naoto e Naoki Kobayashi, que já haviam feito parte da formação anterior do J Soul Brothers. Além disso, Elly, membro do grupo de teatro Gekidan Exile, foi anunciado como o primeiro novo membro.
Para selecionar um vocalista principal para o grupo, foi instituído a realização de audições sob o nome de Vocal Battle Audition 2, com trinta mil candidatos, onde os competidores de canto foram monitorados pelo próprio Exile. O evento foi criado em 2006, pelo membro do Exile, Hiro, com o intuito de se encontrar novos talentos para sua agência de gerenciamento, a LDH. O Vocal Battle Audition 2 encerrou-se com o empate de Hiroomi Tosaka de Tóquio e Ryuji Imaichi de Kawasaki em primeiro lugar. Imaichi já havia participado do evento quatro anos antes mas não havia chegado a sua segunda fase.  
Em setembro de 2010, o Exile confirmou a entrada dos novos membros ao Sandaime J Soul Brothers em seu concerto realizado em Aichi: Kenjiro Yamashita, membro do Gekidan Exile, Takanori Iwata e os vencedores do Vocal Battle Audition 2, Imaichi e Tosaka. Em seguida foi revelado que o novo grupo estava no meio da preparação de seus dois singles de estreia.
Em 10 de novembro, o Sandaime J Soul Brothers lançou seu single de estreia, "Best Friend's Girl", que estreou em número três na Oricon Singles Chart e foi utilizado como tema da marca Meiji Meltykiss. O single obteve uma recepção mediana em formato físico, vendendo 83 mil cópias em 2011, entretanto em seu formato digital, conquistou a certificação platina pela RIAJ em 2013. Em 1 de dezembro do mesmo ano, seu segundo single, "On Your Mark ~Hikari no Kiseki~", foi lançado e também estreou em número três na mesma parada. A canção foi utilizada como tema de abertura do drama televisivo japonês Kenji Kijima Heihachiro e vendeu cerca de 59 mil cópias físicas. 

### 2011–13:J Soul Brothers,Tribal SouleMiracle
Em maio de 2011, o Sandaime J Soul Brothers lançou seu terceiro single "Love Song", a canção estreou em número sete na Oricon Singles Chart e apesar do baixo número de suas vendas, o grupo lançou seu primeiro álbum de estúdio, intitulado J Soul Brothers, que estreou em terceiro lugar na Oricon Albums Chart, vendendo 93.548 mil cópias em sua primeira semana de vendas. 
No mês seguinte, a LDH anunciou que o grupo faria a canção tema do drama televisivo Rokudenashi Blues, uma adaptação da série de mangás de mesmo nome. Em julho, uma série de vídeos de nome "Fighters", foi revelada online a fim de promover a produção. Um single de mesmo nome foi lançado em 7 de setembro e se tornou o primeiro do grupo a estrear no topo da Oricon Singles Chart. Mais tarde em novembro, seu quinto single "Refrain" foi lançado atingindo a posição de número dois da mesma parada. O segundo álbum de estúdio de Sandaime J Soul Brothers, Tribal Soul, foi lançado em dezembro do mesmo ano. Ele estreou em número dois na Oricon Albums Chart e permaneceu na parada por 45 semanas.
Durante o ano de 2012, o grupo lançou três singles, todos estreando em número três na Oricon Singles Chart. Seu sétimo single "0 ~ Zero ~", lançado no mês de agosto, tornou-se seu primeiro single a vender mais de cem mil cópias físicas. Seu terceiro álbum de estúdio, Miracle, lançado em 1 de janeiro de 2013, estreou em primeiro lugar na Oricon Albums Chart e recebeu uma certificação platina pela RIAJ, vendendo 264.345 mil cópias em 2013.

### 2014–15: "Ryusei",Planet Sevene crescimento da popularidade
Em fevereiro de 2014, a LDH anunciou que o Sandaime J Soul Brothers lançaria uma série de singles "sazonais", do início até o fim do ano, com cada single representando as estações primavera, verão, outono e inverno. O primeiro single "Sakura" foi lançado em março de 2014 e estreou em segundo lugar na Oricon Singles Chart. Em 25 de junho, "Ryusei" foi o próximo single lançado, a canção liderou a Oricon Singles Chart e ganhou atenção da mídia por sua abordagem diferente, visuais e um estilo de EDM moderno, que rendeu reconhecimento ao Sandaime J Soul Brothers pelos meses seguintes, até sua indicação e posterior vitória no Japan Record Awards, elevando o grupo para o sucesso mainstream. Seu próximo single "Cosmos ~ Akizakura ~", foi lançado em 15 de outubro, ele recebeu mais tarde uma certificação ouro por suas vendas digitais. Finalmente, no inverno, "Orion" foi o último single sazonal lançado. Ele liderou o Recochoku e o iTunes Japão, em sua primeira semana de lançamento. 

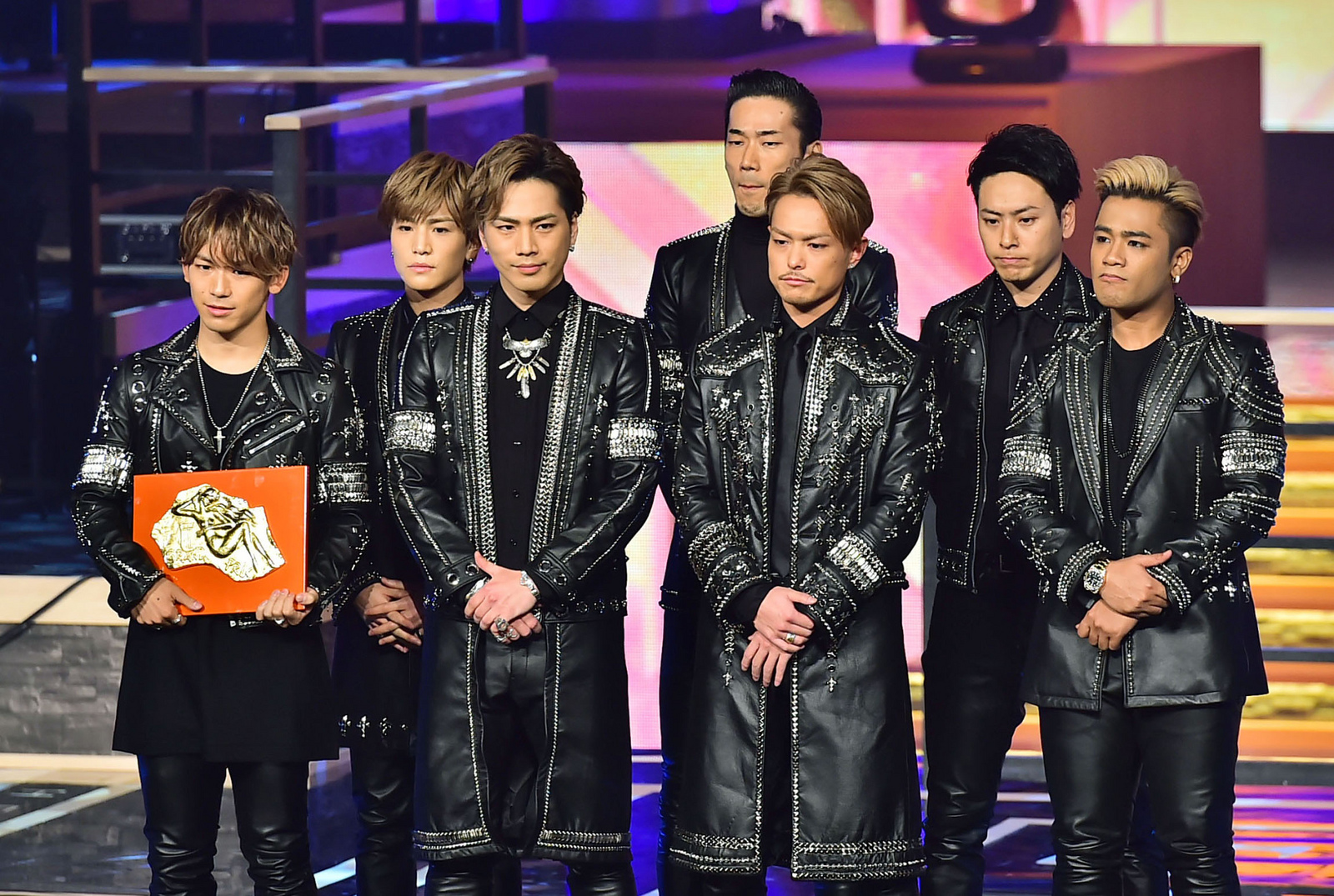
Sandaime J Soul Brothers recebendo seu segundo grande prêmio no Japan Record Awards em dezembro de 2015.

Em dezembro do mesmo ano, foram anunciados os detalhes do novo álbum do grupo. Intitulado Planet Seven, sua data de lançamento havia sido marcada para 28 de janeiro de 2015. Lançado em cinco edições, Planet Seven liderou a Oricon Albums Chart, permanecendo dentro de seu top 5 durante um mês. Adicionalmente, um vídeo musical promocional foi lançado no início de janeiro para a canção "Eeny, meeny, miny, moe!", adquirindo mais de oito milhões de visualizações em seu primeiro mês no Youtube.  
Em março do mesmo ano, foi anunciado que o grupo iria lançar dois novos singles no mês de abril. O primeiro de nome "Starting Over" vendeu 439,067 mil cópias em sua primeira semana de lançamento, o segundo foi o maxi single "Storm Riders" que contou com a participação do guitarrista estadunidense Slash. A canção vendeu 107,685 mil cópias em uma semana. Além disso, o grupo também lançou um vídeo musical promocional para a canção lado B "J.S.B Dream", a fim de promover seu website e marca de roupas JSB. Em 8 de julho, o Sandaime J Soul Brothers lançou em parceria com o DJ e produtor musical holandês Afrojack, o single "Summer Madness". A canção que permaneceu na Oricon Singles Chart por quatro semanas consecutivas, foi executada por Afrojack no festival de música eletrônica Ultra Music Festival Japan. 
Quase duas semanas depois de lançar "Summer Madness", o Sandaime J Soul Brothers anunciou o lançamento de seu próximo single intitulado "Unfair World", pertencente a trilha sonora do filme Unfair (2015). Em 2 de setembro, "Unfair World" foi lançado vendendo 179.822 mil cópias em sua primeira semana. Mais tarde, a canção foi indicada ao grande prêmio no Japan Record Awards, vencendo o mesmo. Este foi o segundo ano consecutivo em que o grupo venceu o prêmio principal sobre outros artistas veteranos. 
.

## Integrantes
| Nome                                               | Data de nascimento e idade       | Posição            | Notas                    |
| -------------------------------------------------- | -------------------------------- | ------------------ | ------------------------ |
| Naoto Kataoka - "Naoto" (片岡 直人, Kataoka Naoto) | 30 de agosto de 1983 (41 anos)   | Líder e performer  | Também é membro do Exile |
| Naoki Kobayashi (小林直己, Kobayashi Naoki)        | 10 de novembro de 1984 (40 anos) | Líder e performer  | Também é membro do Exile |
| Kenjiro Yamashita (山下健二郎, Yamashita Kenjirō)  | 24 de maio de 1985 (39 anos)     | Performer          | –                        |
| Ryuji Imaichi (今市隆二, Imaichi Ryūji)            | 2 de setembro de 1986 (38 anos)  | Vocalista          | –                        |
| Hiroomi Tosaka (登坂広臣, Tosaka Hirōmi)           | 12 de março de 1987 (38 anos)    | Vocalista          | –                        |
| Elly                                               | 21 de setembro de 1987 (37 anos) | Performer e rapper | –                        |
| Takanori Iwata (岩田剛典, Iwata Takanori)          | 6 de março de 1989 (36 anos)     | Performer          | Também é membro do Exile |